# 3Doodler

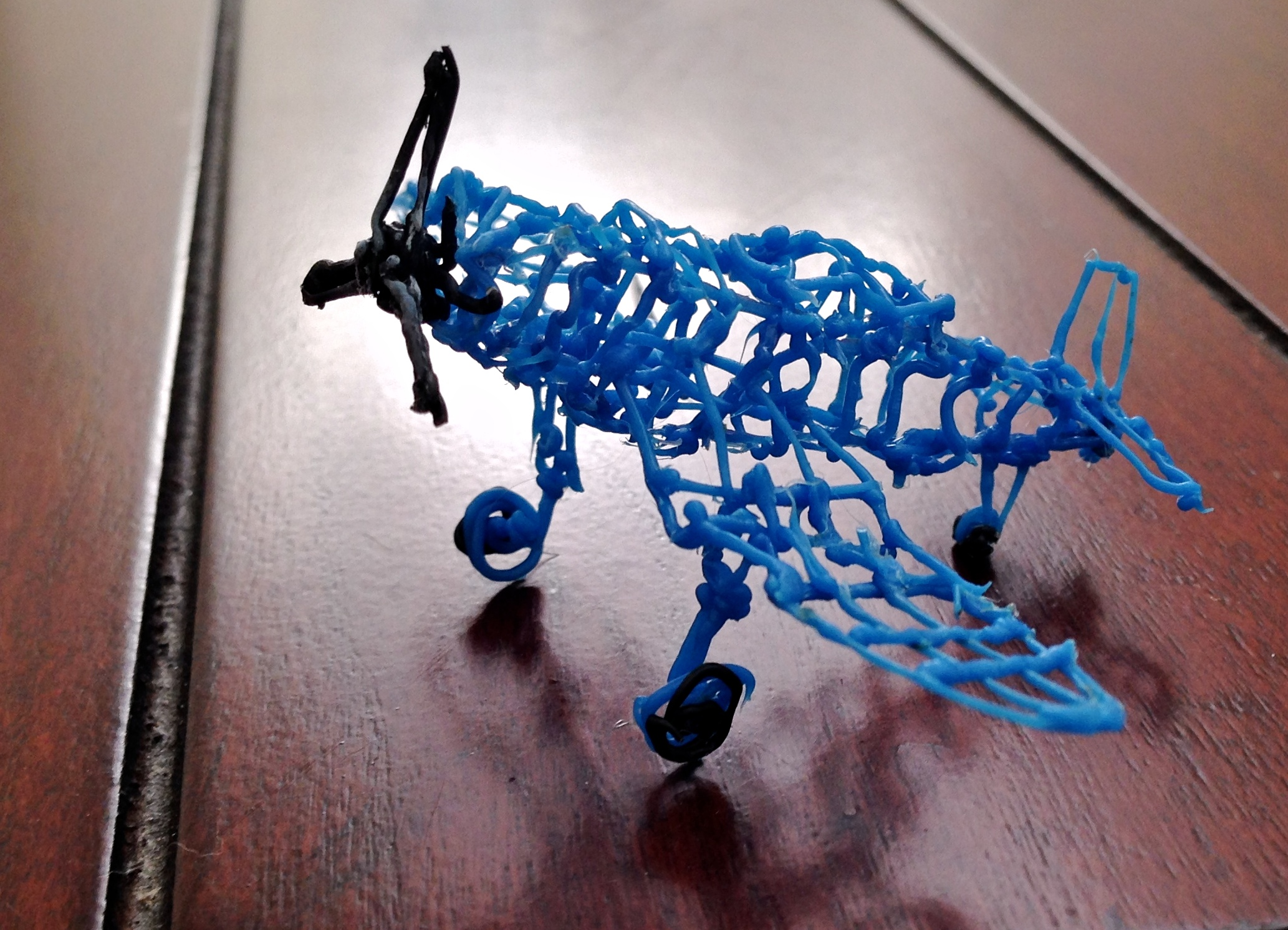
Letadlo vytvořené pomocí 3Doodleru

3Doodler je 3D pero vyvinuté Peterem Dilworthem, Maxwellem Boguem a Danielem Cowenem ze společnosti WobbleWorks.
3Doodler funguje na principu vytlačování roztaveného plastu, jenž se téměř okamžitě ochladí do pevné, stabilní konstrukce, která umožňuje tvorbu trojrozměrných objektů. Využívá plastové vlákno vyrobené z akrylonitrilbutadienstyrenu (ABS), polymléčnou kyselinu (CHKO) nebo tepelný polyuretan (PU) zvaný „FLEXY“, které se roztaví a pak se ochladí prostřednictvím patentovaného procesu.

## Původ
Vynálezci 3Doodleru (Maxwell Bogue a Peter Dilworth) postavili první prototyp 3Doodleru počátkem roku 2012 na Artisans' Azylu v Somerville, Massachusetts.